# 1860年オックスフォード進化論争

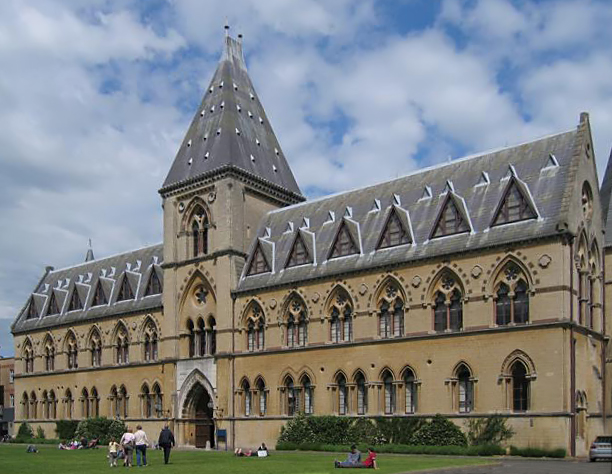
論争はオックスフォード大学自然史博物館で行われた

1860年オックスフォード進化論争は、イギリス、オックスフォードのオックスフォード大学自然史博物館で、チャールズ・ダーウィンの『種の起源』の出版から7ヶ月たった1860年6月30日に行われた議論である。トマス・ヘンリー・ハクスリー、サミュエル・ウィルバーフォース大司教、ベンジャミン・ブロディ、ジョセフ・ダルトン・フッカー、ロバート・フィッツロイなどを含む、幾人かの著名なイギリスの科学者や哲学者が参加した。ウィルバーフォースがハクスリーに「あなたが猿の家系と主張しているのは祖父方ですか、それとも祖母方ですか」と尋ねたといわれる、白熱したやりとりとしてこの論争は今日最も知られている。
ハクスリーは、「私は猿を祖先に持つことは恥じない。しかし素晴らしき天賦の才を真実を覆い隠すために使った者と縁をもつことを恥じよう」と応酬したと言われている。ある証人はウィルバーフォースのハクスリーへの質問は「進化論がダーウィンによって提唱されたままの発展途中の法則であるという非常に当てにならない状態であるのに、誰もが素晴らしく偉大な自分の祖父がかつて猿やゴリラであったことへ歓声の声をあげるかのごとくこのいわゆる法則、言い換えると仮説に賛同できるであろうか。」であっただろうと言う。その一方で別の証人はウィルバーフォースが「ハクスリー自身にとって、自分の祖父が猿と呼ばれようと呼ばれまいとたいして重要ではないのだ」と言っていただろうと言う。
この表現は幾分か誤りであるが、この議論はしばしばハクスリー・ウィルバーフォース論争またはウィルバーフォース・ハクスリーの論争として知られている。しかしながら2人の間の公式な論争であったというよりは、実際はニューヨーク大学のジョン・ウィリアム・ドレイパーによる、ダーウィンの理論に関連したヨーロッパでの知的発展についてという論文（英国科学振興協会の年次総会の一部としてその週の間に発表された、膨大な科学論文の中の一つ)の発表の後に起こった活発な議論であった。ハクスリーとウィルバーフォース以外にも議論の参加者はいたけれども、彼らは議論における2つの多数派であったと報告されている。なお、一語一語正確に記録された資料は存在せず、実際に何をハクスリーとウィルバーフォースが発言したのかは非常に曖昧である。

## 背景

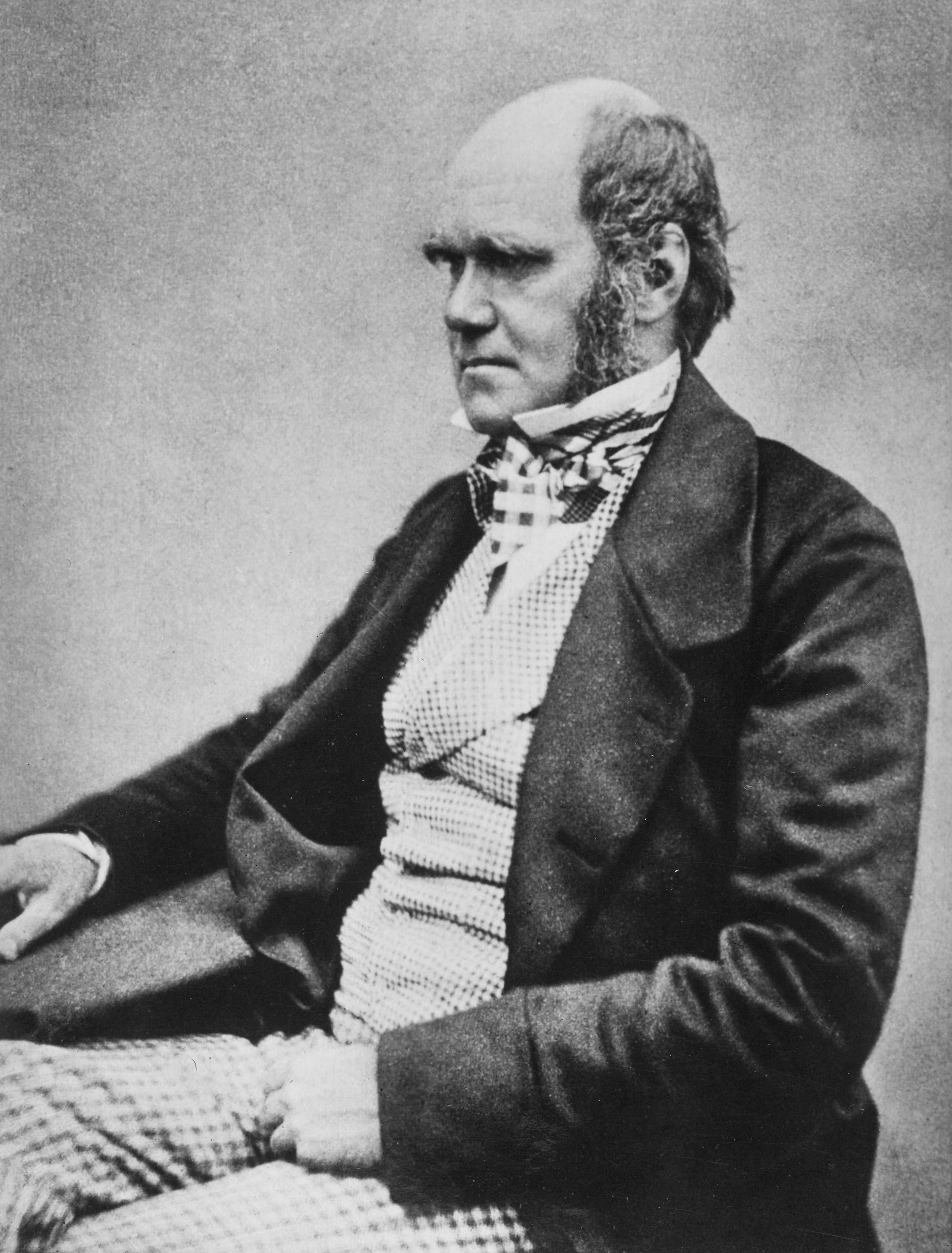
チャールズ・ダーウィン、彼の理論が議論の中心であった

生物の種が変化するという考えは19世紀前半では非常に物議をかもした。宗教で正統と思われていた信仰とは正反対で社会的秩序を脅かすものとして見られたが、一方では民主主義を広め貴族中心のヒエラルキーを打倒しようと努める急進主義者らに歓迎された。1844年、ロバート・チェンバースにより『創造の自然史の痕跡(Vestiges of the Natural History of Creation)』が匿名で出版されたことは議論の嵐を引き起こしたが、この本は幅広い読者層を惹きつけベストセラーになった。 一方で英国科学振興協会が1847年5月にオックスフォードで会合を開いている時には、オックスフォード大司教サミュエル・ウィルバーフォースが「科学の誤ったやり方」についてセント・メアリ教会の日曜日の説教において、地質学者、天文学者、動物学者らが多く集まり僅かな隙間も無いなかチェンバースを明確に狙った辛辣な反論を述べた。科学における既存の権威はこの考えに反対し続けたが、しかしこの本は多数の大衆読者を改心させていた。
チャールズ・ダーウィンの『種の起源』は1859年11月24日に出版され幅広い議論と論争を引き起こした。当時影響力のあった生物学者、リチャード・オーウェンは『エディンバラ・レビュー』に匿名で種の起原に対する極端に敵対的なレビューを書き、そしてウィルバーフォースに進化論についての情報を伝えた。ウィルバーフォースは後に『クオーター・レビュー(Quarterly Review)』に匿名で1700文字のレヴューを書いている。
ダーウィンが自身の理論を発表前に共有していた小さなグループの一員であったトマス・ハクスリーは進化論での主要な論者として台頭した。彼はいくつかの論文や1860年2月の英国王立科学研究所での講演とともに、1859年12月に『タイムズ』に『種の起源』に好意的なレビューを書いた。
伝統的な教会の人々の反応は敵対的であったが、1860年2月に7人の自由主義的神学者による『エッセーとレビュー』が出版されたことへのより大きな熱狂的賞賛により注目が方向転換した。彼らの中でも聖職者であるバーデン・パウエルはすでに進化論的な考えを賞賛しており、ダーウィンのすばらしい本は自然が持つ自力で発展する能力というすばらしい法則を実証している、とエッセーの中で論評した。
英国科学振興協会（しばしば簡潔に"BA"と略される）が1860年6月に新しいオックスフォード大学自然史博物館で年次総会を招集したとき、進化論に関する論争は注目の的であった。6月28日木曜日にはチャールズ・ダウベニーが「ダーウィン氏の著作…と特に関連して、植物での性別の最終的な原因について」という論文を発表した。オーウェンとハクスリーは両者とも出席していたので、ダーウィンの理論について議論が噴出した。オーウェンは大衆が「ダーウィン氏の理論の真相についてとある結論にたどり着ける…」ことを可能にするであろうことについて話し、「ゴリラの脳は最も知能の低い霊長類の脳と比較する時よりも人間の脳と比較する時のほうが差異が出る。特になぜなら人間だけが神経性下垂体、側脳室の下角、小海馬を持っているからだ」という、1857年に初めて彼が口頭発表した解剖学上の主張を繰り返した。ハクスリーはこれが誤りであると確信していたので、その誤りを探し求めていた。そして彼は初めて公衆の面前でこの点について講演し、自分の立場に対する詳細な裏付けを提供することを約束しながら、オーウェンへの「直接的で率直な反論」のなかで先行研究を引用して「ゴリラの脳と人間の脳の間の違いは非常に大きいということを完全に否定した。」
ウィルバーフォースは日曜日の朝の会合で演説することに賛同した。彼が1847年の会合でのように、進化論的思想を取り除けたと公言すると推測された。ハクスリーは当初ウィルバーフォースを進化論についての公開論争に引き入れることに気が進まなかったが、ロバート・チェンバースに信念を放棄しないように説得された。聖職者であるバーデン・パウエルも論争の舞台に立ったかもしれないが、彼は6月11日に心臓発作で亡くなっていた。

## 議論
（大司教の話し方は「油のように万人受けし、とらえどころのない」という、ベンジャミン・ディズレーリのコメントに由来する）『石けんのサム』という名称で知られていたウィルバーフォース大司教が1860年6月30日の土曜日に会合でダーウィンの理論に反論するであろうという噂が広まった。 ウィルバーフォースは彼の時代、きわめて偉大な演説家の一人であった。ブライソンによると「千人以上の人々が会議場に詰め込み、百人以上が追い払われた」という。ダーウィン本人は病気で参加できなかった。
議論はダーウィンのケンブリッジでのかつての師であったジョン・スティーブンス・ヘンズローが議長を務めた。オーウェンが「予想されるダーウィンの敗北をより完全にしたいと望んだ」ためヘンズローが議長を務めるよう配置したと言われ続けている。会合のおもな焦点はニューヨーク大学のジョン・ウィリアム・ドレイパーによる「生物の進化は法則によって定められているというダーウィン氏らの見解との関連を考慮した、ヨーロッパでの知的発展について」の講演とされていた。しかしどの証言でもドレイパーの講演は長く退屈であったという。ドレイパーの講演が終わったあと、ウィルバーフォースの演説の前にヘンスローは王立協会の会長でもあったベンジャミン・ブロディを含む幾人かの演説者を呼んだ。

J・R・ルーカスが言うには「ウィルバーフォースは挿絵の説明文の中心的な見解に反して、この論争に損害をもたらさなかった」。しかしジェンソンが明らかにしたように、彼はこの問題において少数派であった。ウィルバーフォースはダーウィンの理論が事実に基づいていないと主張しながら表面上は科学的理由から批判し、また科学における偉大な人々がダーウィンの理論に反対していると言及した。しかしながら一般的に今日では、ウィルバーフォースの発言は、あなたが猿の子孫だと思うのは祖父側か、あるいは祖母側か、というハクスリーへの質問を通してのみ記憶されている。
フランシス・ダーウィンへ三十年後に書かれた手紙には、ハクスリーがこれを聞いた際にブロディへ「神はみずから私の手のひらへ落ちた」とささやいたと書かれている。この引用が初めて現れたのは三十年後以降であり、確実に後世の挿入であろう。1860年9月9日のヘンリー・ダイスターへの手紙のなかにあるハクスリーと同時代の説明では、この表現についての言及はなかった。ハクスリーはダーウィンの理論を弁護するために立ち上がり、猿を先祖に持っても恥じないが素晴らしい才能を真実を隠すために使った人とつながりをもつことを恥じるであろうという、今となっては伝説的な主張で演説を締めた。また、後世の再話では、この言葉は聴衆にとてつもない影響を与えそしてブリュースター夫人は気を失ってしまったと言われている、と記されている。
より信頼できる記述ではハクスリーは確かに「猿」の言い返しで返答したとはいえ彼の演説の残りは平凡であったと示されている。著名な科学者でキュー天文台の長官であったバルフォア・スチュアートは後に「議論は司教が勝利したと思う」と書いた。ダーウィンの親友で植物学の師であったジョセフ・ダルトン・フッカーはダーウィンへの手紙で、ハクスリーの演説の大部分は広間で聞き取れなかったと書いている。
ハクスリーが大勢の聴衆へ演説したとき人目を引かなかったという主要な部分は正確であろう。彼はまだ熟達した演説家ではなく、それから彼は後に会議で見た光景から雄弁する価値について刺激を受けたと書いている。
次にヘンズローはダーウィンの艦長であって25年前にビーグル号の航海での仲間であったロバート・フィッツロイ提督を呼んだ。フィッツロイはダーウィンの本を公然と批判し「膨大な聖書を頭の上に初めは両手で高く持ち上げ、後になってから片手で持ち上げ、重々しく聴衆に人よりも神を信じるよう嘆願した」。 彼は「私はこの本が真実であると信じ、もし今私が知っていることをかつて知っていたら、彼（ダーウィン）をビーグル号に乗せなかったであろう」と言ったと信じられている。
その日に最後に演説したのはフッカーであった。フッカー自身の説明によると、ハクスリーではなく彼こそがウィルバーフォースの主張に対し最も感銘を与える反論をしたという。「サム(ウィルバーフォースの愛称)は口を閉ざし、返答として言いたい言葉は一つも無かった。そして会議は直ちに終了した」という。ルーズは「皆とても楽しみ、全員が機嫌よく立ち去った後、夕食をともにした」と主張している。
議論の間、2人のケンブリッジの大学教員が偶然だがウィルバーフォースの近くに立っていて、そのうちの1人は会議のすこし前に失明した経済学者であるヘンリー・フォーセットであった、と言われる。フォーセットは司教が本当に『種の起源』を読んだことがあったと思うのか尋ねられた時、「いいえ、一度も読んだことが無いことを誓いましょう」と大きく返事をしたと言われる。ウィルバーフォースは彼に顔をしかめて非難しかえそうとしたが、相手が盲目の経済学者であると気づいたとたん思いとどまり口を閉ざした。 (See p. 126 of Janet Browne (2003) Charles Darwin: The Power of Place.)
とりわけ、三人の主要な参加者全員が論争に勝利したと思った。「土曜日、ヘンズロー教授に…名前で呼ばれダーウィンの理論についての項を演説するよう言われた。そのため私は逃げられず、ハクスリーとのとても長い戦いをした。完全に彼を打ち負かしたと思っている。」とウィルバーフォースは書いた。しかし「自分がその後全24時間、オックスフォードで最も人気のあった男だ」とハクスリーは書いている。また「私はオックスフォードできわめて黒い上着を着ている人々ときわめて白い靴下を履いた人々に祝いの言葉を言われ礼を述べられている。」とフッカーは書いている。ウィルバーフォースとダーウィンは議論の後も良い関係を保った。